# Jane Sivadon
Jeanne Lucie Eugénie Sivadon, dite Jane, alias Jacqueline Simon, est une assistante sociale, directrice de l'école des surintendantes d'usine et résistante française, née le 26 juin 1901 à Toulouse, et morte le 31 août 1995 à Muret (Haute-Garonne).

## Biographie
Jeanne Sivadon appartient à une ancienne famille huguenote, son père est pasteur de l'Église réformée de France, sa mère, Leila de Verbizier, appartient à une famille de verriers de l'Ariège. Elle a trois frères, dont Paul Sivadon, médecin-chef du service psychiatrique asilaire de Ville-Évrard.
Elle fait ses études secondaires à Clermont-Ferrand, où elle obtient un premier prix de piano au conservatoire de musique. Elle s'engage dans la Fédération française des éclaireuses où elle fonde avec une amie une section neutre d'éclaireuses,. En 1927, elle entre à l'école des surintendantes d'usines et de services sociaux, école privée d'assistantes sociales, rue Princesse. Elle obtient son diplôme de surintendante en 1932. Elle prend la direction d'une maison pour l’enfance en difficulté, dans les environs de Grenoble mais en juillet 1933, Cécile Brunschvicg lui propose de devenir monitrice générale à l'école des surintendantes. Elle en devient sous-directrice en septembre 1933, puis directrice en septembre 1939. Dans ces fonctions, elle fait la connaissance en juin 1936 de Berty Albrecht, qui souhaite devenir surintendante, et elle valide l'entrée de celle-ci dans l'école.

## Durant la Seconde Guerre mondiale
Fin 1940 et début 1941, son ancienne élève, Berty Albrecht, fondatrice, avec le capitaine Henri Frenay, du Mouvement de libération nationale (MLN), envoie deux émissaires, d'abord Pierre de Froment, puis Robert Guédon. Sous l'impulsion de Jeanne qui recrute plusieurs surintendantes, l'école devient un centre extrêmement actif qui assure, d'une part, une coordination entre de petits groupes de résistants auparavant isolés, en région parisienne et en province, d'autre part, une liaison avec d'autres mouvements. Jeanne est alors, sous l'autorité du capitaine Guédon, secrétaire générale en zone occupée de ce mouvement connu après la guerre sous le nom de Combat Zone nord. Lors de la réorganisation de Combat Zone nord (janvier 1942), elle est membre du comité directeur.
Le 2 février 1942, elle est arrêtée, avec Denise Lauvergnat, par la Geheime Feldpolizei, détenue à La Santé et interrogée à l'hôtel Cayré, boulevard Raspail. En application du décret Nacht und Nebel, qui prévoit la déportation des résistants vers l'Allemagne, elle est déportée et emprisonnée à Sarrebruck. Elle est condamnée à mort, le 12 octobre 1943, premier jour du procès des militants de Combat Zone Nord (Affaire Continent) devant le 2e sénat du Volksgerichtshof. Elle est ensuite détenue à la prison de Cologne, avec les autres condamnées à mort (Elizabeth Dussauze, Odile Kienlen, Hélène Vautrin, Marietta Martin-Le-Dieu et Gilberte Bonneau du Martray). L'exécution de la condamnation en ce qui concerne les femmes est suspendue, leurs peines sont commués en travaux forcés et Jane Sivadon est transférée le 9 mars 1944 au bagne de Lübeck, puis le 4 avril 1944, au bagne de Cottbus.

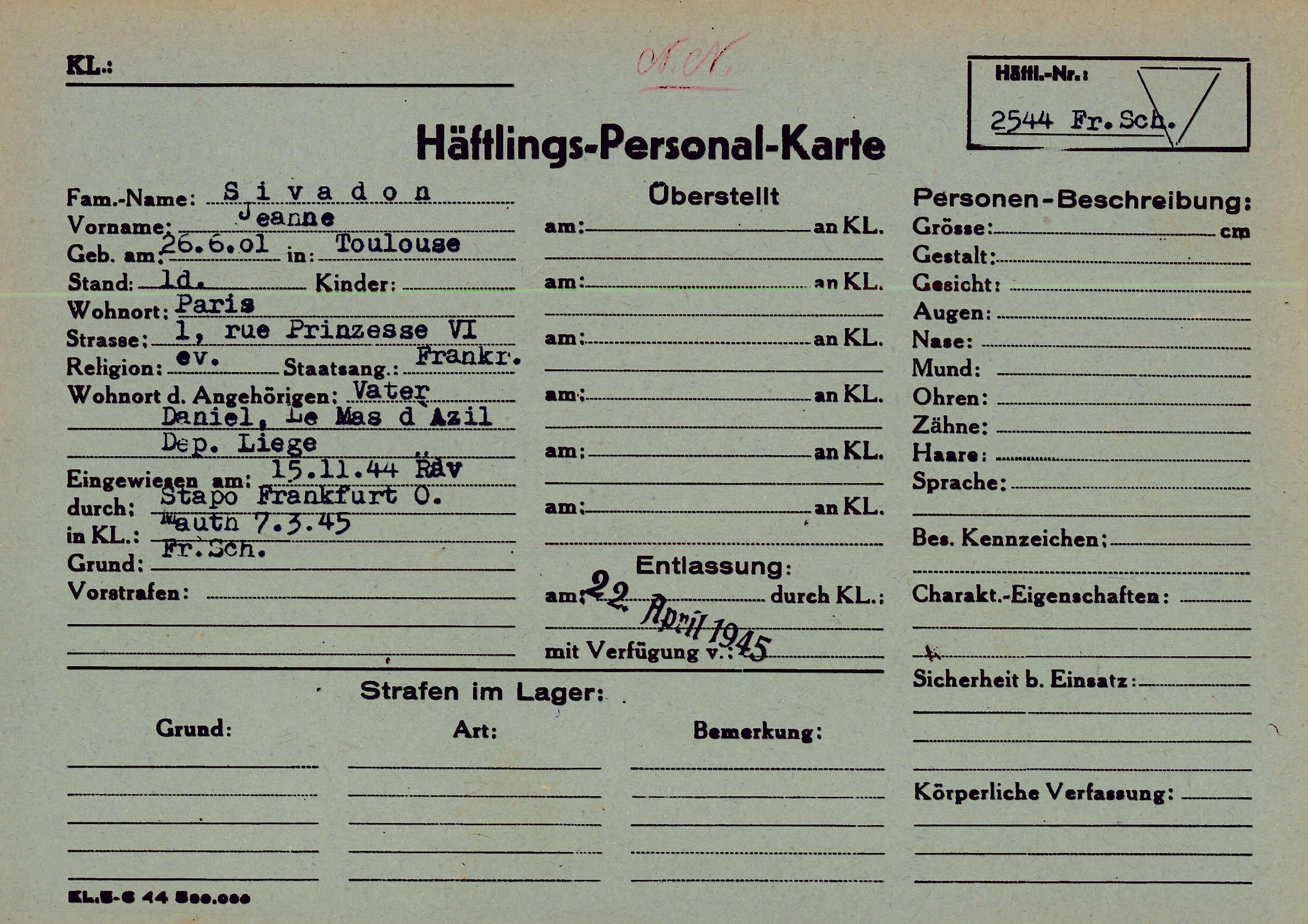
Carte d'enregistrement de Jane Sivadon lors de son arrivée à Mauthausen.

Le 15 novembre 1944, le décret Nuit et Brouillard ayant été partiellement levé, elle est transférée au camp de Ravensbrück, puis, déportée à Mauthausen (3-7 mars 1945). Elle est libérée, le 23 avril 1945 et rapatriée par la Croix-rouge suisse.
Des condamnées du procès de Combat Zone nord, seules ont survécu Jeanne Sivadon (ESU), Elizabeth Dussauze, Anne-Marie Boumier (ESU), Gilberte Lindemann, Marcelle Villaine, Denise Lauvergnat (ESU) et Maguy Perrier.

## Après-guerre
Jeanne Sivadon est directrice du Centre d’études et de formation du service social du travail où elle est chargée par le Ministère du Travail de créer le diplôme d'État de surintendante d'usine, profession qui prendra ensuite le nom d'assistante sociale,.
Elle participe à la fondation de l'Association nationale des anciennes déportées et internées de la Résistance, association de femmes résistantes, dont elle prend la présidence de 1945 à 1949 : « Nous nous sommes réunies entre femmes seulement […] : cet esprit de fraternité que nous voulons toutes prolonger et faire fructifier naît de la connaissance directe que les unes ont des autres, des souvenirs communs et des souffrances partagées »dit-elle lors de l’assemblée générale constitutive de l'ADIR (4 novembre 1945).
Elle prend ensuite la Direction générale des services sociaux des trois armées françaises.
En 1961, Jeanne Sivadon prend sa retraite d'abord à Paris, où elle s'occupe d'œuvres sociales, puis à partir de 1971 au Mas-d'Azil, où elle crée, avec ses cousines, une association, La Réveillée, regroupant les descendants de leurs ancêtres, des gentilshommes verriers huguenots.

## Hommages et distinctions
- Commandeure de la Légion d'honneur
- Médaille de la Résistance française avec rosette (décret du 25 avril 1946)[8]
- Croix du combattant volontaire de la guerre de 1939–1945
- L’École supérieure de travail social (ETSUP) nouveau nom de l’École des surintendantes d’usines, organise une cérémonie en hommage à Jeanne Sivadon le 7 novembre 1995[1].